# چارلز همیلتون آیده
چارلز همیلتون آیده (ارمنی: Չառլզ Համիլթոն Աիդե؛ انگلیسی: Charles Hamilton Aide؛ ۱۸۲۶ – ۱۳ دسامبر ۱۹۰۶) مؤلف (پدیدآور)، رمان‌نویس، نویسنده و شاعر ارمنی‌تبار اهل فرانسه-بریتانیا بود.

## زندگی‌نامه
وی در ۱۸۲۶ در پاریس به دنیا آمد. پدری وی که یک تاجر ارمنی بود زمانی که وی چهار سال سن داشت در یک دوئل کشته شد. وی توسط مادرش که دختر آدمیرال بریتانیایی جرج کولیر در لندن بزرگ شد. وی از دانشگاه بن فارغ‌التحصیل گشت. وی به مدت ۷ سال در ارتش بریتانیا خدمت نمود.  وی در ۱۳ دسامبر ۱۹۰۶ در سن ۸۰ سالگی در لندن درگذشت.